# Пантелеимоновская церковь (Воткинск)
Свято-Пантелеимоновская церковь (Храм в честь святого великомученика и целителя Пантелеимона, Церковь Пантелеимона Целителя) — храм Ижевской епархии Русской православной церкви в городе Воткинске в Удмуртии. Памятник архитектуры.

## История
Строительство церкви началось в 1887 году по указу Вятской духовной консистории и было окончено в 1895 году. Освящение храма состоялось 6 мая (по другим данным — 4 января) 1895 года. Пантелеимоновская церковь была единоверческой (службы велись по старому обряду). До 1903 года была приписной к Казанской церкви села Перевозное. С 15 апреля 1903 года указом Святейшего Синода при храме образован самостоятельный приход.
Храм закрыт постановлением президиума Сарапульского окрисполкома от 15 марта 1929 года. До 1935 года в здании функционировал кинотеатр, с 1935 года —— механическая мастерская МТС, с 1956 года — мелкотоварная база, с 1963 года — цех битумных изделий, в 1980-х — цех мягкой кровли городского деревообрабатывающего комбината. Колокольня снесена в 1934 году. В 1970-х годах к зданию пристроены дополнительные производственные постройки.
7 мая 1991 года горсовет принял решение о возвращении здания Русской православной церкви. В 1993—1995 годах храм был восстановлен к приемлемому для проведения богослужений виду. В 1995 году настоятель отец Валерий Ельцов объявил о переходе в так называемую «Суздальскую епархию» Валентина (Русанцева). 12 марта 1996 года храм возвращён Русской православной церкви. Новым настоятелем стал священник Алексей Белоногов, завершивший восстановление храма. Великое освящение совершил 31 января 1999 года архиепископ Ижевский и Удмуртский Николай. В 2016 году завершено строительство крестильного храма.

## Архитектура
Пантелеимоновская церковь представляет собой кирпичное сооружение в русском стиле. Одноглавый четверик с пристроенными боковыми притворами, трапезной и шатровой колокольней.

## Духовенство
- Настоятель храма — протоиерей Алексей Белоногов,
- Иерей Олег Санников,
- Иерей Дмитрий Санников,
- Иерей Сергий Воронцов[6].